# Секирино (Ступинский район)
Секирино — деревня в Ступинском районе Московской области в составе Городского поселения Жилёво (до 2006 года — входила в Новоселковский сельский округ). На 2016 год в Секирино 1 улица — Ракитовая и 1 садовое товарищество..

## Население
| 2002 | 2006 | 2010 |
| ---- | ---- | ---- |
| 0    | →0   | ↗2   |

Секирино расположено в центральной части района, на безымянном ручье бассейна реки Каширка, высота центра деревни над уровнем моря — 165 м. Ближайшие населённые пункты примерно в 1 км: Ивановское — на юго-запад и Байдиково — на юго-восток.